# Helina calceataeformis
Helina calceataeformis este o specie de muște din genul Helina, familia Muscidae. A fost descrisă pentru prima dată de Johann Andreas Schnabl și Dziedzicki în anul 1911. Conform Catalogue of Life specia Helina calceataeformis nu are subspecii cunoscute.